# Keijo!!!!!!!!
Keijo!!!!!!!! (競女!!!!!!!!?) è un manga scritto e disegnato da Hideya Takahashi, serializzato sul Weekly Shōnen Sunday di Shogakukan dal 24 luglio 2013 al 26 aprile 2017. Un adattamento anime, prodotto da Xebec, è stato trasmesso in Giappone tra il 6 ottobre e il 22 dicembre 2016.

## Trama
All'alba del ventunesimo secolo, viene ideato un nuovo sport a scommesse in Giappone conosciuto come "keijo", dove formose ragazze in abiti succinti si sfidano a colpi di seni e glutei per mettere a terra le avversarie o lanciarle fuori dall'arena di gioco, conosciuta come "Land". Nozomi Kaminashi sogna di diventare un'atleta di tale sport per guadagnare tanti soldi e tirare fuori così la sua famiglia dalla povertà. Si iscrive dunque a una delle due scuole di keijo, la Setouchi, assieme alla sua migliore amica, la tranquilla Sayaka Miyata.

## Personaggi
Nozomi Kaminashi (神無 のぞみ?, Kaminashi Nozomi)
Doppiata da: Lynn
Sayaka Miyata (宮田 さやか?, Miyata Sayaka)
Doppiata da: Mao Ichimichi
Kazane Aoba (青葉 風音?, Aoba Kazane)
Doppiata da: Kaede Hondo
Non Toyoguchi (豊口 のん?, Toyoguchi Non)
Doppiata da: Saori Ōnishi
Mio Kusakai (日下生 美桜?, Kusakai Mio)
Doppiata da: Hibiku Yamamura
Hanabi Kawai (河合 花火?, Kawai Hanabi)
Doppiata da: Rena Maeda
Rin Rokudō (六堂 鈴?, Rokudō Rin)
Doppiata da: Rie Takahashi
Miku Kobayakawa
Doppiata da Yōko Hikasa

## Media

### Manga
Il manga, scritto e disegnato da Hideya Takahashi, è stato serializzato sulla rivista Weekly Shōnen Sunday di Shogakukan dal 24 luglio 2013 al 26 aprile 2017. Il primo volume tankōbon è stato pubblicato il 18 novembre 2013 e al 18 luglio 2017 ne sono stati messi in vendita in tutto diciotto.

#### Volumi
| Nº | Data di prima pubblicazione | Data di prima pubblicazione | Data di prima pubblicazione |
| Nº | Giapponese                  | Giapponese                  |                             |
| -- | --------------------------- | --------------------------- | --------------------------- |
| 1  | 18 novembre 2013            | ISBN 978-4-09-124505-2      |                             |
| 2  | 18 febbraio 2014            | ISBN 978-4-09-124565-6      |                             |
| 3  | 16 maggio 2014              | ISBN 978-4-09-124645-5      |                             |
| 4  | 18 agosto 2014              | ISBN 978-4-09-125080-3      |                             |
| 5  | 18 novembre 2014            | ISBN 978-4-09-125373-6      |                             |
| 6  | 18 febbraio 2015            | ISBN 978-4-09-125598-3      |                             |
| 7  | 18 maggio 2015              | ISBN 978-4-09-125839-7      |                             |
| 8  | 18 agosto 2015              | ISBN 978-4-09-126208-0      |                             |
| 9  | 18 novembre 2015            | ISBN 978-4-09-126487-9      |                             |
| 10 | 18 febbraio 2016            | ISBN 978-4-09-126777-1      |                             |
| 11 | 18 maggio 2016              | ISBN 978-4-09-127137-2      |                             |
| 12 | 16 settembre 2016           | ISBN 978-4-09-127337-6      |                             |
| 13 | 18 ottobre 2016             | ISBN 978-4-09-127409-0      |                             |
| 14 | 16 dicembre 2016            | ISBN 978-4-09-127423-6      |                             |
| 15 | 17 marzo 2017               | ISBN 978-4-09-127506-6      |                             |
| 16 | 18 maggio 2017              | ISBN 978-4-09-127565-3      |                             |
| 17 | 16 giugno 2017              | ISBN 978-4-09-127580-6      |                             |
| 18 | 18 luglio 2017              | ISBN 978-4-09-127725-1      |                             |

### Anime
Annunciato il 10 febbraio 2016 sul Weekly Shōnen Sunday di Shogakukan, un adattamento anime di dodici episodi, prodotto da Xebec e diretto da Hideya Takahashi, è andato in onda dal 6 ottobre al 22 dicembre 2016. Le sigle di apertura e chiusura sono rispettivamente Dream×Scramble! di AiRI e Fantas/HIP Girlfriends! di Lynn, Mao Ichimichi, Kaede Hondo e Saori Ōnishi. La serie è stata raccolta in sei volumi BD/DVD, ognuno dei quali contiene un episodio bonus OAV. In tutto il mondo, ad eccezione dell'Asia, gli episodi sono stati trasmessi in streaming in simulcast, anche coi sottotitoli in lingua italiana, da Crunchyroll.

#### Episodi
| Nº | Titolo italiano Giapponese 「Kanji」 - Rōmaji                                                             | In onda          | In onda |
| Nº | Titolo italiano Giapponese 「Kanji」 - Rōmaji                                                             | Giapponese       |         |
| 1  | Scuola di addestramento di keijo Setouchi!!!! 「瀬戸内競女養成学校!!!!」 - Setouchi keijo yōsei gakkō!!!! | 6 ottobre 2016   |         |
| 2  | Il colpo d'anca che ci unisce!!!! 「団結のヒップトス!!!!」 - Danketsu no hippu tosu!!!!                   | 13 ottobre 2016  |         |
| 3  | Cannone sederale del vuoto!!!! 「真空烈尻!!!!」 - Shinkū rekketsu!!!!                                     | 20 ottobre 2016  |         |
| 4  | La battaglia per le chiappe più veloci!!!! 「最速尻定戦!!!!」 - Saisoku ketsutei sen!!!!                  | 27 ottobre 2016  |         |
| 5  | Cerberus automatico!!!! 「自動迎撃ケルベロス!!!!」 - Furu ōto Keruberosu!!!!                              | 3 novembre 2016  |         |
| 6  | Un meraviglioso viaggio a Kyoto!!!! 「魅惑の京都合宿!!!!」 - Miwaku no Kyōto gasshuku!!!!                 | 10 novembre 2016 |         |
| 7  | Va' dove ti porta la rapa!!!! 「カブの導く先!!!!」 - Kabu no michibiku saki!!!!                           | 17 novembre 2016 |         |
| 8  | Il drammatico torneo est-ovest!!!! 「波乱必至の東西戦!!!!」 - Haran hisshi no tōzai-sen!!!!               | 24 novembre 2016 |         |
| 9  | La regina della struttura di arrampicata!!!! 「ジャングルジムの覇者!!!!」 - Janguru jimu no hasha!!!!     | 1º dicembre 2016 |         |
| 10 | Il secondo incontro del torneo est-ovest!!!! 「東西戦第二レース!!!!」 - Tōzai-sen dai ni rēsu!!!!         | 8 dicembre 2016  |         |
| 11 | Il castello dello scontro finale!!!! 「決戦の城!!!!」 - Kessen no shiro!!!!                               | 15 dicembre 2016 |         |
| 12 | Si conclude la battaglia all'ultimo sedere!!!! 「熱戦終尻!!!!」 - Nessen shūketsu!!!!                     | 22 dicembre 2016 |         |

## Accoglienza
Nel novembre 2016 Crunchyroll ha rivelato le serie anime più viste della stagione 2016 negli Stati Uniti; Keijo!!!!!!!! è risultato essere il più popolare in nove stati, superato solo da Yuri!!! on Ice e Drifters. Nel 2017 i fan portoghesi avevano deciso di "deficzionalizzare" la serie per realizzare un campionato sportivo. Le regole della versione "deficzionalizzata" sono state opportunamente modificate e sono stati aggiunti indumenti protettivi per il seno, il sedere e le cosce per rendere lo sport "più sicuro e realistico". Un video dimostrativo mostrava una partita e la lega pianificava di cercare le parti interessate e i luoghi in cui giocare.